# Nanta Guangyong
Nanta Guangyong (chiń. 南塔光涌; pinyin Nántă Guāngyǒng; kor. 남탑광용 Namt’ap Kwangyong; jap. Nantō Kōyū; wiet. Nam Tháp Quang Dũng; ur. 850, zm. 938) – chiński mistrz chan ze szkoły guiyang.

## Życiorys
Pochodził z miasta Fengcheng położonego obecnie w prowincji Jiangxi. Według legend, gdy matka niańczyła małego Nantę, pokój wypełniało duchowe światło, które przestraszało konie znajdujące się w pobliżu. Jako młody człowiek był przystojny i inteligentny, opanował dogłębnie klasykę konfucjańską w wieku trzynastu lat. Jeszcze jako nastolatek studiował Sutrę Wimalakirtiego w klasztorze Kaiyuan.
Następnie udał się do klasztoru Shiting w Hongzhou, w którym opatem był Yangshan Huiji. W tym klasztorze został nowicjuszem. W dziewiętnastym roku życia przyjął ordynację i został pełnym mnichem. Udał się na studia chanu u mistrza Linjiego Yixuana. Po jakimś czasie mistrz Linji nakazał mu powrócić do mistrza Yangshana. Po powrocie został służącym Yangshana i ostatecznie spadkobiercą jego Dharmy.
Gdy Nanta powrócił do Yangshana, Yangshan powiedział: „Dlaczego przyszedłeś?”
Nanta powiedział: „Aby złożyć uszanowanie mistrzowi.”
Yangshan powiedział: „Czy mnie wciąż widzisz?”
Nanta powiedział: „Tak.”
Yangshan powiedział: „Czy wyglądam jak osioł?”
Nanta powiedział: „Kiedy obserwuję mistrza, to nie wyglądasz jak budda.”
Yangshan powiedział: „Jeśli nie wyglądam jak budda, to jak wyglądam?”
Nanta powiedział: „Jeśli muszę porównywać ciebie do czegoś, to wtedy jak różnisz się do osła?”
Yangshan wrzasnął podekscytowany: „On zapomina zarówno zwyczajne, jak i święte! Namiętności są wyczerpane i ciało ujawnione. Przez dwadzieścia pięć lat sprawdzam ich w ten sposób i nikt nie osiągnął tego. Teraz ten uczeń zrobił to!”
Yangshan zawsze wskazywał na Nantę i mówił ludziom: „Ten uczeń jest żywym buddą.”
Mnich spytał: „Gdzie przebywa prawdziwy Budda?”
Nanta powiedział: „On nie pojawia się w słowach, ani gdziekolwiek indziej.”

## Linia przekazu Dharmy zen
Pierwsza liczba oznacza liczbę pokoleń mistrzów od 1 Patriarchy indyjskiego Mahakaśjapy.
Druga liczba oznacza liczbę pokoleń od 28/1 Bodhidharmy, 28 Patriarchy Indii i 1 Patriarchy Chin.
Trzecia liczba oznacza początek nowej linii przekazu w danym kraju.
- 36/9. Baizhang Huaihai (720–814)
  - 37/10. Guishan Lingyou (771–853) szkoła guiyang
    - 38/11. Liu Tiemo (bd) mistrzyni chan
    - 38/11.Yangshan Huiji (814–890)
      - 39/12. Wuzhu Wenxi (821–900)
      - 39/12. Miaoxin (bd) mistrzyni chan
      - 39/12. Hangzou Wenxi (bd)
      - 39/12. Xita Guangmu (Yangshan) (bd)
        - 40/13. Zifu Rubao (bd)

      - 39/13/1. Wŏnnang Taet'ong (816–883) szkoła sŏngju – Korea
      - 39/12/1. Sunji Korea
      - 39/12. Nanta Guangyong (850–938)
        - 40/13. Bajiao Huiqing (bd) koreański mistrz działający w Chinach
          - 41/14. Xingyang Qingrang (bd)